# 영광 연흥사 목조삼세여래좌상
영광 연흥사 목조삼세여래좌상(靈光 烟興寺 木造三世如來坐像)은 대한민국 전라남도 영광군 군남면 연흥사에 있는 조선시대의 불상이다. 2002년 7월 13일 전라남도의 유형문화재 제258호로 지정되었다.

## 개요
영광군 연흥사에 모셔져 있는 3구의 목조여래좌상이다. 연흥사는 각진국사(覺眞國師)가 처음 지었으며, 정유재란(1597) 때 화재로 소실되었고, 조선 현종 8년(1667)에 다시 지은 뒤 여러 차례의 수리를 거쳐 오늘에 이르고 있다.
중앙의 석가여래좌상은 매우 안정되고 삼매경에 빠진 듯한 고요한 분위기를 보여준다. 머리에는 작은 소라 모양의 머리칼을 붙여 놓았으며, 정수리에는 상투 모양의 육계가 자그마하게 솟아있고, 머리 중간에는 반월형의 계주가 있다. 사각형의 얼굴에 눈, 코, 입이 사실적으로 묘사되어 있으며, 목에는 3개의 주름인 삼도(三道)가 선명하다. 양어깨를 감싸고 있는 옷에는 U자형 주름이 선명하고 트인 가슴 사이로는 一자형 띠주름이 보이는데, 양쪽의 불상과는 달리 연꽃무늬로 장식되었다. 손모양은 오른손을 무릎 위에 올리고 손가락이 땅을 향한 항마촉지인(降魔觸地印)을 취하였고, 왼손은 무릎 위에 올려놓아 엄지와 중지를 맞대고 있다. 무릎을 덮은 옷자락은 양쪽으로 부채살 모양이 표현되었으며, 앉은 자세는 오른발이 왼발 위로 올라오는 길상좌(吉祥坐)를 취하고 있다.
왼쪽의 약사여래좌상은 머리 모양, 얼굴의 분위기, 앉은 자세, 옷무늬의 세부적인 기법 등에서 석가여래와 같은 양식이다. 다만 다른 것은 앞가슴에 나타난 一자형의 띠주름이다. 손모양은 오른손은 무릎 위에 올려놓아 엄지와 중지를 맞대고 있으며 왼손은 어깨 위로 세워 역시 엄지와 중지를 맞대고 있다.
오른쪽의 아미타여래좌상은 석가여래좌상 및 약사여래좌상과 세부적인 표현기법이 거의 동일하다. 다만 손모양만이 다를 뿐인데, 오른손은 어깨 위로 올려 엄지와 중지를 맞대고 있고 왼손은 무릎 위에 올려놓아 엄지와 중지를 맞대고 있다.
이 연흥사 불상은 복장물에서 나온 『묘법연화경』(전남유형문화재 제175호)과 건물 상량문을 통하여 1628년부터 1667년 사이 즉, 17세기 중반에 조성된 것으로 추정된다.
조선시대 불상으로서는 조각수법이 뛰어나며, 조성연대를 비교적 정확히 알 수 있고, 3구 모두 여래불이라는 점에서 학술적·예술적 가치가 크다.

## 같이 보기
- 영광 연흥사 묘법연화경 - 전라남도 유형문화재 제175호

## 참고 문헌
- 영광연흥사목조삼세여래좌상 - 국가유산청 국가유산포털